# 東金駅

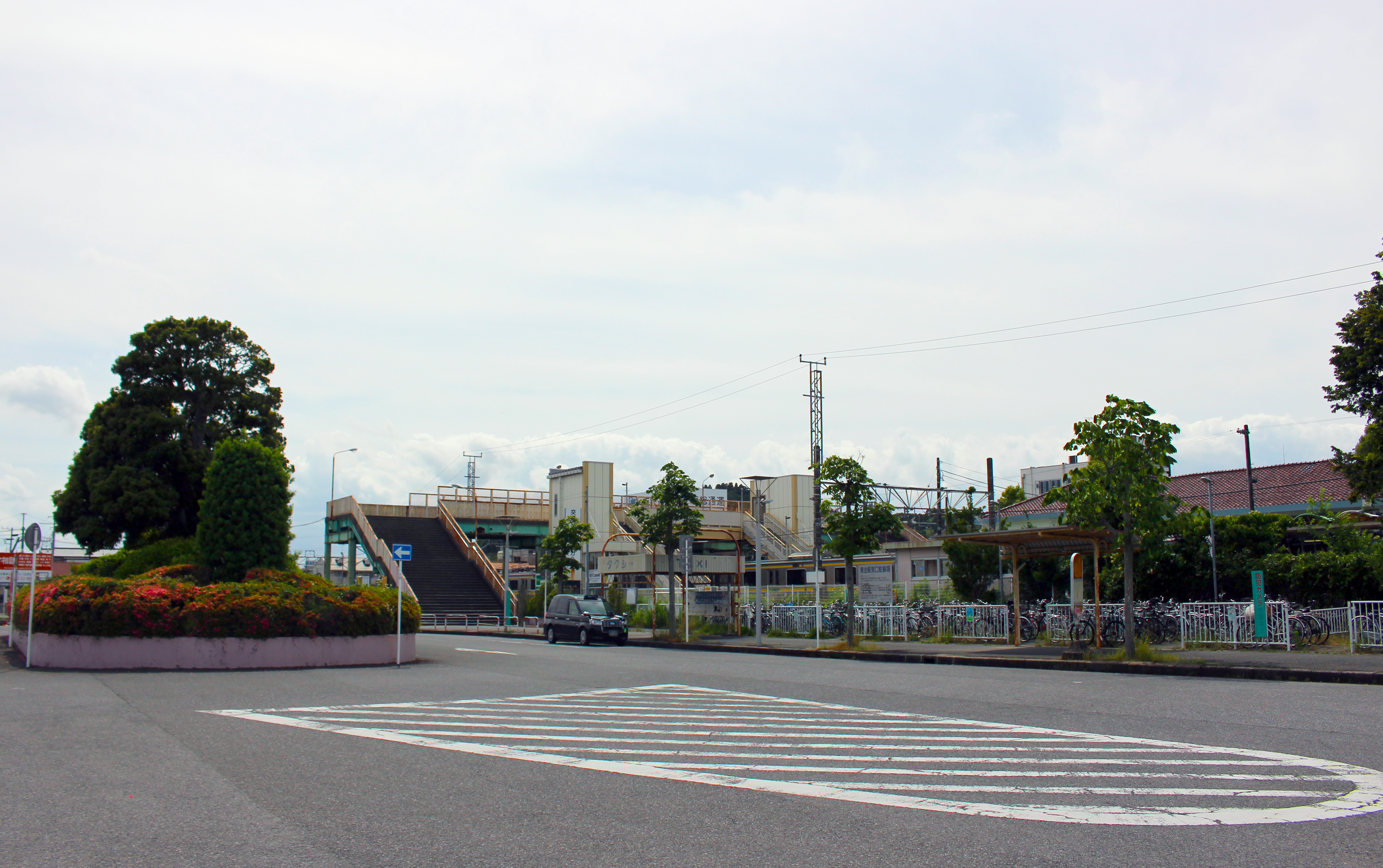
東口（2024年5月）

東金駅（とうがねえき）は、千葉県東金市東金にある、東日本旅客鉄道（JR東日本）東金線の駅である。1961年（昭和36年）までは、当駅から九十九里鉄道が伸びていた。

## 歴史
山武地域一帯における中心都市の東金市中心部に位置する。開業したのは1900年（明治33年）6月のことで、日本では早い部類に属している。当時の房総鉄道の目的地は東金であったが住民の反対に遭い、やむなく大網まで開通させた後、大網駅 - 当駅間を開通させ、当初の目的が達成されたものである。
開業してから僅か7年後の1907年（明治40年）9月には鉄道国有法により房総鉄道が国に買収され、国鉄の駅となった。1909年（明治42年）に大網駅 - 当駅間が東金線として分離されるまでは東金線の方が本線であり、外房線は支線だった。当時は大網駅 - 当駅間に途中駅は無く、大網駅からただ1駅のみの路線であったが、1911年（明治44年）11月に当駅 - 成東駅間延伸を果たした。
1926年（大正15年）11月には当駅に九十九里軌道（後の九十九里鉄道）が接続し、九十九里海岸沿いの片貝駅までを結んだ。夏季は海水浴客で満員になるなど賑わいも見せたが、モータリゼーションの影響もあり1961年（昭和36年）には鉄道を廃止し、会社はバス事業に専念することとなった。事情により1972年頃までは駅構内、車両共に荒廃状態で残存していたが、区画整理事業に伴い整理された。1973年（昭和48年）9月には国鉄東金線全線の電化が完成、当駅にも電車が発着するようになった。そして1987年（昭和62年）4月の国鉄分割民営化によりJR東日本の駅となって現在に至っている。

### 年表
- 1900年（明治33年）6月30日：房総鉄道の駅として開業[1]。旅客・貨物取扱い[2]。開業当初は終着駅であった。
- 1907年（明治40年）9月1日：房総鉄道が買収され、鉄道省の駅となる[1]。
- 1909年（明治42年）10月12日：大網駅 - 当駅間が東金線とされる[1]。
- 1911年（明治44年）11月1日：東金線が当駅から成東駅まで延伸される[1]。
- 1926年（大正15年）11月25日：九十九里軌道当駅 - 片貝駅（後の上総片貝駅）間開通[1]。
- 1932年（昭和7年）3月24日：九十九里軌道が九十九里鉄道に社名を変更する[1]。
- 1961年（昭和36年）3月1日：九十九里鉄道当駅 - 上総片貝駅間廃止[1]。
- 1973年（昭和48年）9月28日：国鉄東金線全線が電化される[1]。
- 1981年（昭和56年）12月1日：貨物取扱廃止[2]。
- 1984年（昭和59年）2月1日：荷物扱い廃止[2]。
- 1987年（昭和62年）4月1日：国鉄分割民営化に伴い、東日本旅客鉄道（JR東日本）の駅となる[1]。
- 2001年（平成13年）11月18日：ICカード「Suica」の利用が可能となる[広報 1]。
- 2005年（平成17年）3月31日：発車メロディ導入[1]。
- 2006年（平成18年）4月1日：みどりの窓口を廃止し、「もしもし券売機Kaeruくん」を設置[1]。
- 2012年（平成24年）3月14日：「もしもし券売機Kaeruくん」の営業終了。
- 2014年（平成26年）11月20日：業務委託駅化[3]。

## 駅構造
相対式ホーム2面2線を有する地上駅。ホームの1面に接して木造平屋で天井が高い駅舎がある。駅舎脇には今は使われていない切欠きホームがある。
互いのホームはエレベーター付跨線橋で連絡している。これに平行して駅の外にも跨線橋がある。これは駅舎出入口は線路から見て北西側にある西口のみであるため、駅の北西と南東を連絡するために設けられたもので、駅の東側は駅舎出入口はないが東口と呼ばれている。駅構外の跨線橋にはエスカレーター・エレベーターなどのバリアフリー設備は無く、近隣の踏切道を利用する。特に駅構内跨線橋エレベーターが設置される以前は、2番線発着の列車を利用する場合、駅構外・構内と2度もほぼ同じ場所にある跨線橋を渡る必要があった。近年駅構内には跨線橋エレベーター（2基）の他、誘導の為の点字ブロックや改札内多機能トイレが、自動改札機上にはLED式発車標がそれぞれ設置された。
トイレは改札内外の双方に設置されており、いずれも多機能トイレを併設した男女別水洗式である。多機能トイレは現在のトイレが整備された当初は改札外のみの設置であったが、改札内にも通常のトイレとは駅舎を挟んで反対側に増設された。現在のトイレが整備される前は、改札内外双方から入れる構造で男女共用の汲み取り式であった。
茂原統括センター（大網駅）管理のJR東日本ステーションサービスによる業務委託駅で、自動改札機（Suica使用可能）・指定席券売機が設置されている。みどりの窓口は2006年（平成18年）4月1日に閉鎖され、新たに「もしもし券売機Kaeruくん」が設置された が指定席券売機の設置に伴い2012年3月14日に廃止された。

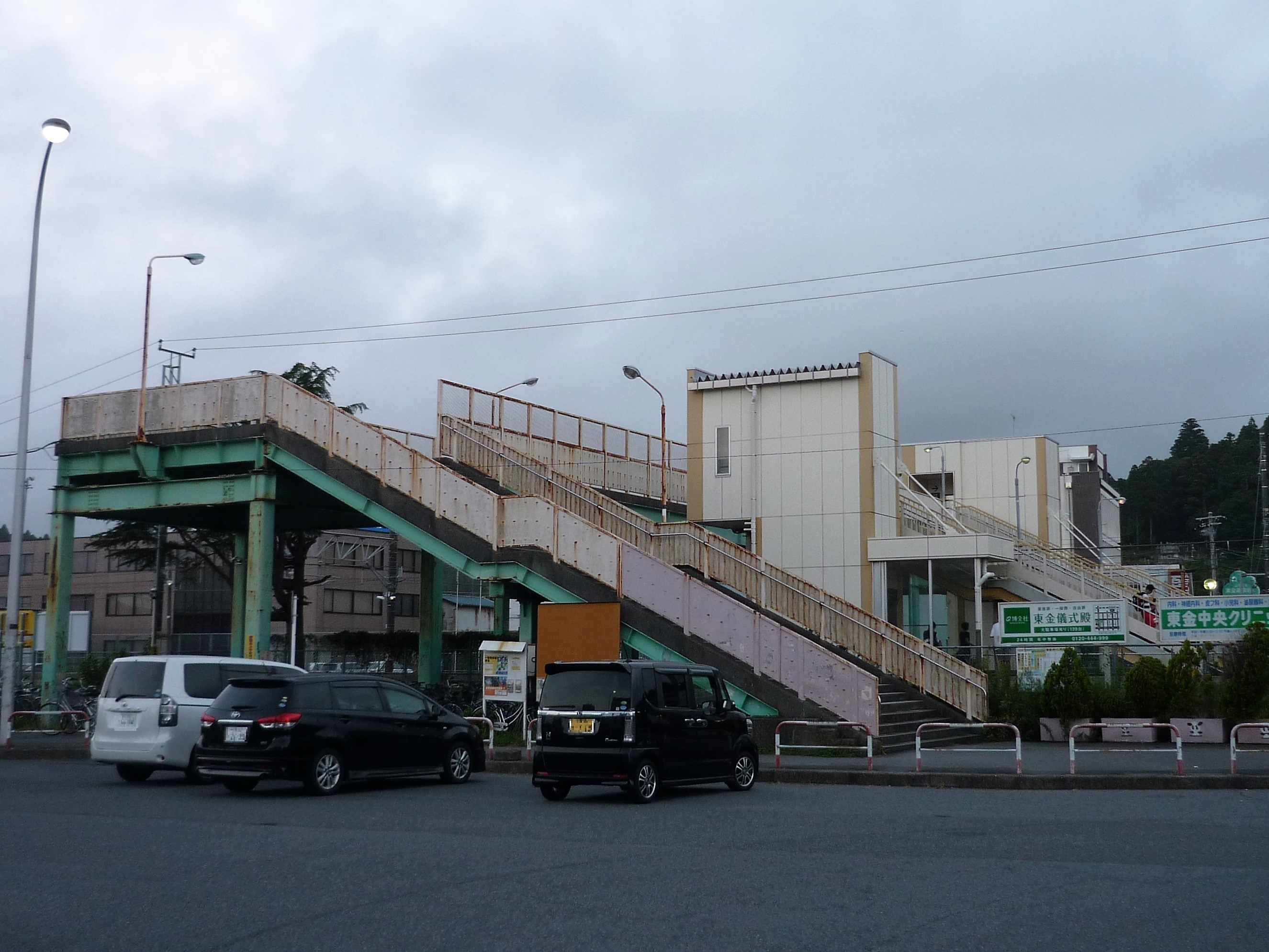
東口側から見た2つの跨線橋（2018年7月）
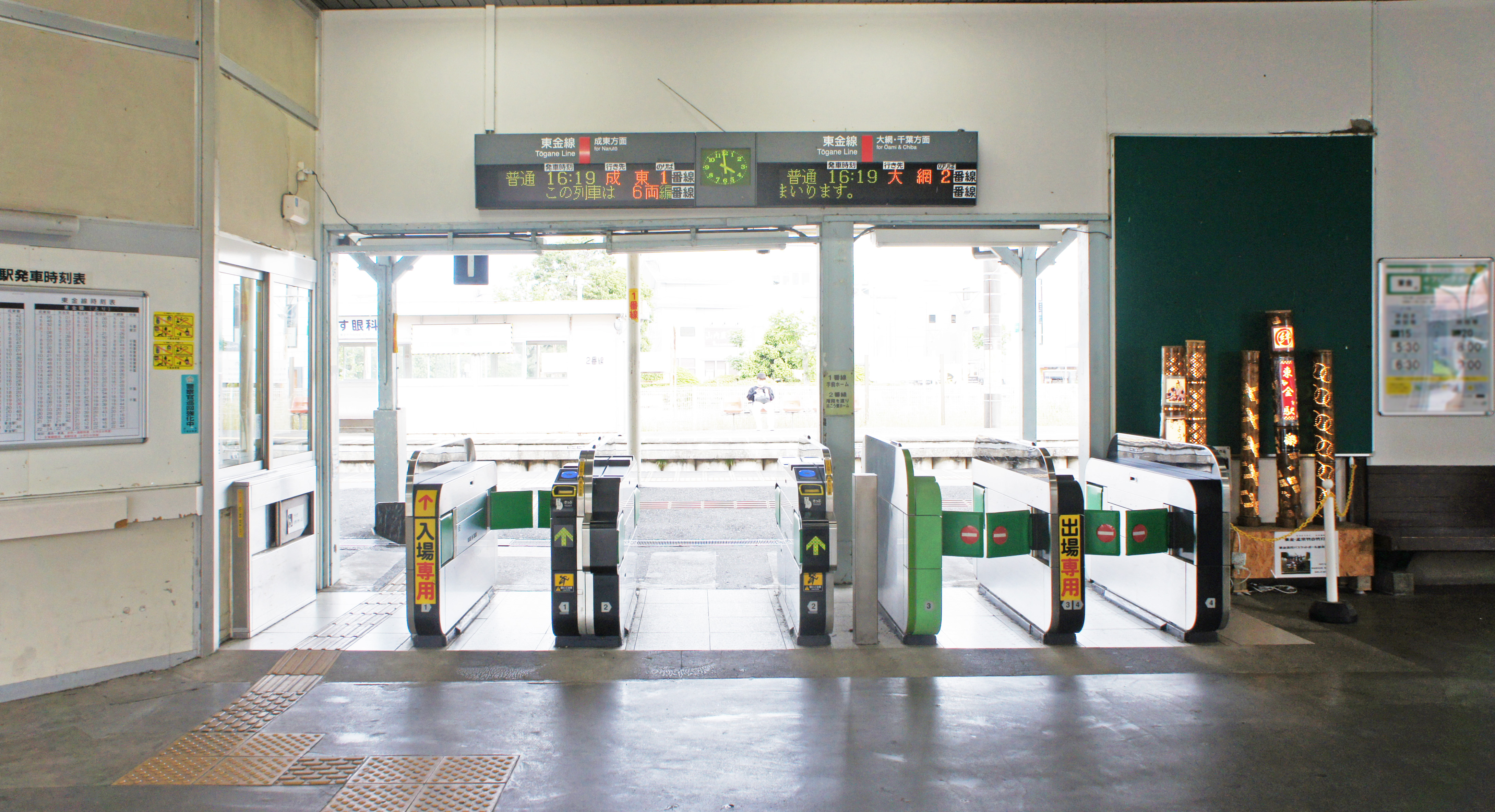
改札口（2021年5月）

### のりば
| 番線 | 路線    | 方向 | 行先     |
| ---- | ------- | ---- | -------- |
| 1・2 | ■東金線 | 下り | 成東方面 |
| 1・2 | ■東金線 | 上り | 大網方面 |

（出典：JR東日本:駅構内図）
- 1番線を上下本線とした1線スルー構造であり、1・2番線いずれも両方面からの到着及び出発が可能である。
- ホームは6両編成まで対応する。

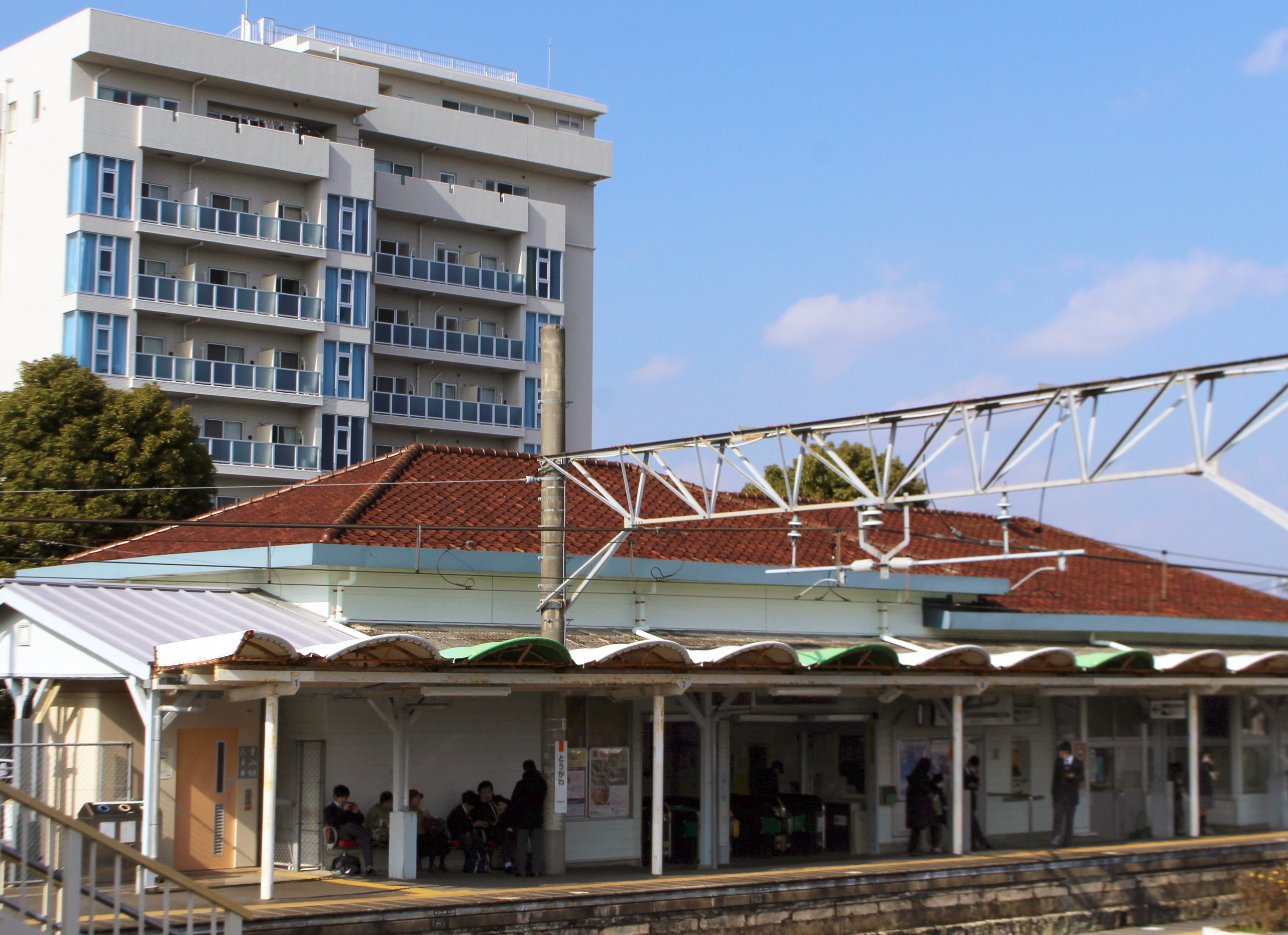
1番線ホーム（2019年4月）
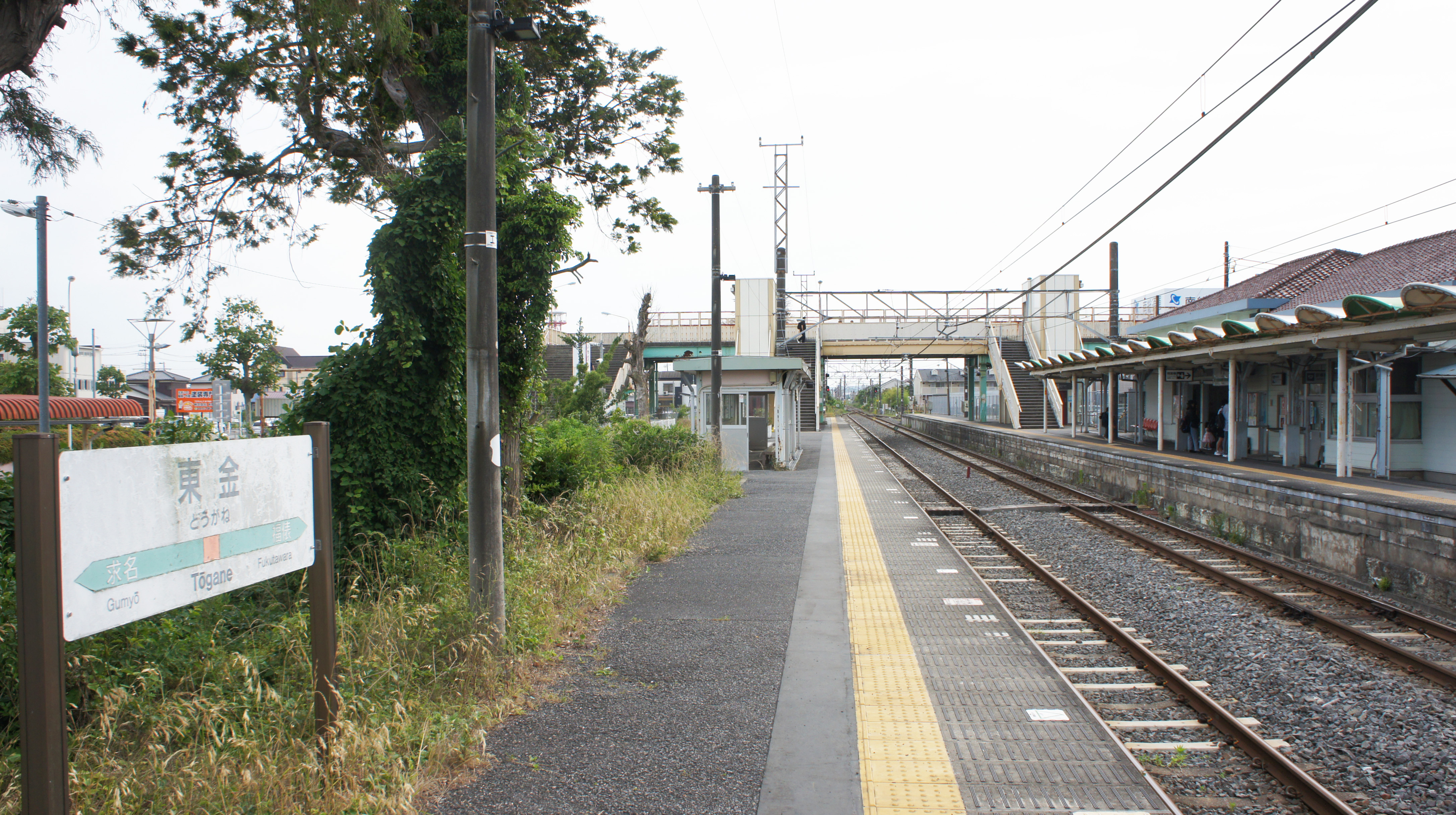
2番線ホーム（2021年5月）

## 利用状況
2023年度（令和5年度）の1日平均乗車人員は3,908人である。
1990年度（平成2年度）以降の1日平均乗車人員の推移は下記の通り。
| 年度               | 1日平均 乗車人員 | 出典     |
| ------------------ | ---------------- | -------- |
| 1990年（平成02年） | 5,346            | [ * 1 ]  |
| 1991年（平成03年） | 5,449            | [ * 2 ]  |
| 1992年（平成04年） | 5,553            | [ * 3 ]  |
| 1993年（平成05年） | 5,609            | [ * 4 ]  |
| 1994年（平成06年） | 5,511            | [ * 5 ]  |
| 1995年（平成07年） | 5,380            | [ * 6 ]  |
| 1996年（平成08年） | 5,266            | [ * 7 ]  |
| 1997年（平成09年） | 5,010            | [ * 8 ]  |
| 1998年（平成10年） | 4,832            | [ * 9 ]  |
| 1999年（平成11年） | 4,649            | [ * 10 ] |
| 2000年（平成12年） | 4,700            | [ * 11 ] |
| 2001年（平成13年） | 4,717            | [ * 12 ] |
| 2002年（平成14年） | 4,772            | [ * 13 ] |
| 2003年（平成15年） | 4,584            | [ * 14 ] |
| 2004年（平成16年） | 4,615            | [ * 15 ] |
| 2005年（平成17年） | 4,596            | [ * 16 ] |
| 2006年（平成18年） | 4,640            | [ * 17 ] |
| 2007年（平成19年） | 4,617            | [ * 18 ] |
| 2008年（平成20年） | 4,636            | [ * 19 ] |
| 2009年（平成21年） | 4,530            | [ * 20 ] |
| 2010年（平成22年） | 4,530            | [ * 21 ] |
| 2011年（平成23年） | 4,482            | [ * 22 ] |
| 2012年（平成24年） | 4,516            | [ * 23 ] |
| 2013年（平成25年） | 4,539            | [ * 24 ] |
| 2014年（平成26年） | 4,356            | [ * 25 ] |
| 2015年（平成27年） | 4,339            | [ * 26 ] |
| 2016年（平成28年） | 4,289            | [ * 27 ] |
| 2017年（平成29年） | 4,256            | [ * 28 ] |
| 2018年（平成30年） | 4,238            | [ * 29 ] |
| 2019年（令和元年） | 4,187            | [ * 30 ] |
| 2020年（令和02年） | 3,170            |          |
| 2021年（令和03年） | 3,521            |          |
| 2022年（令和04年） | 3,791            |          |
| 2023年（令和05年） | 3,908            |          |

## 駅周辺

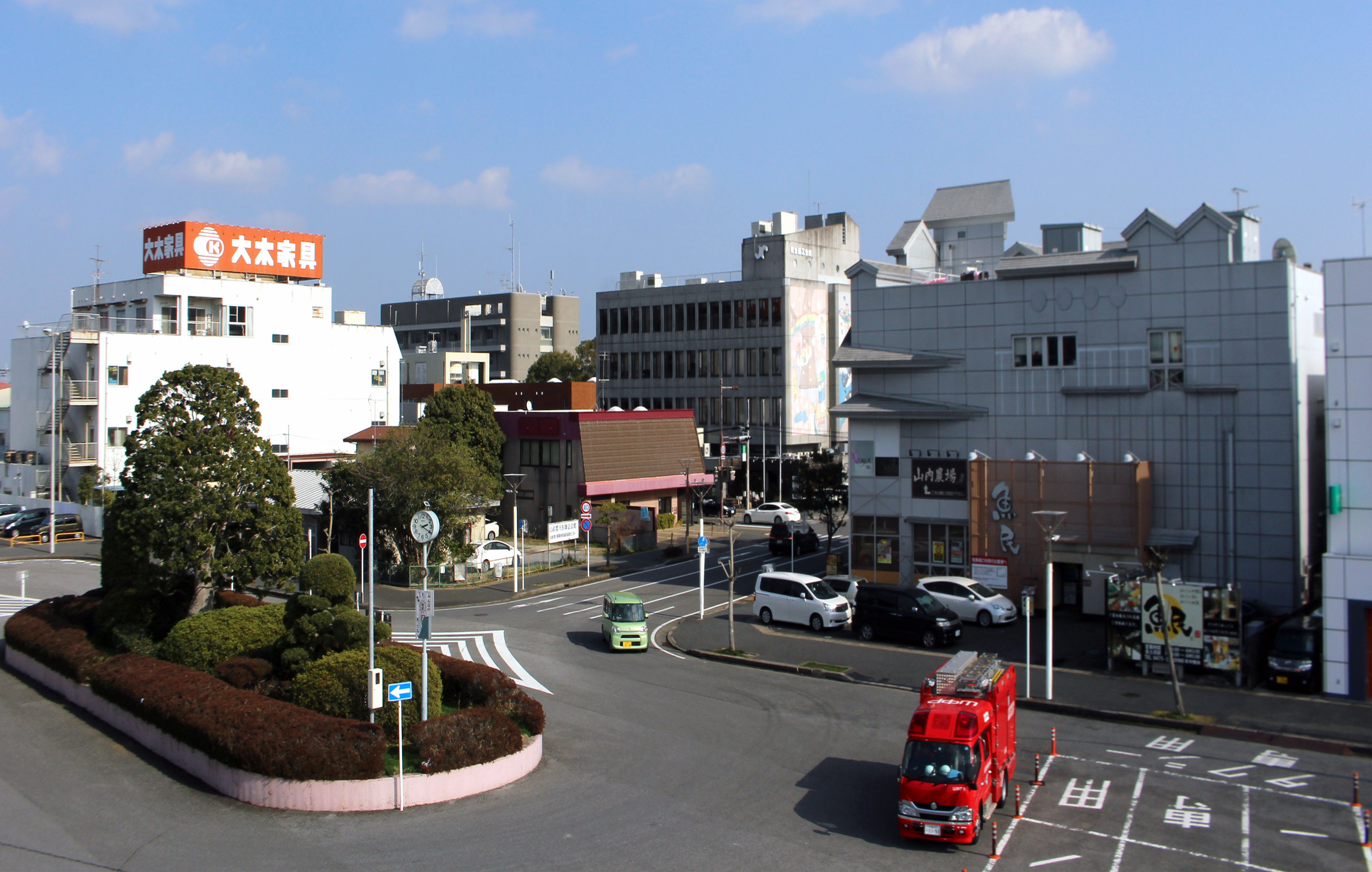
東口駅前ロータリー（2019年3月）

東金市中心部に位置し、東金市役所の最寄り。東金市街地は当駅を中心として広がっている。駅の東側には市役所や官庁などの公共施設が集中しているが、古くからある駅前商店街は西口側にあり、南東側に東金ショッピングセンター サンピアがある。駅東側から国道126号バイパスまでの区域が東金市の商業中心地へ置換わっており、特に国道126号バイパス沿いは大型商業施設（ロードサイド店舗）が年々増えている。2015年（平成27年）3月には駅前にマンションが完成した。
- 東金市役所
- 東金警察署
- 東金警察署東金駅前交番
- 千葉県山武合同庁舎
- 千葉地方法務局 東金出張所
- 東京国税局 東金税務署
- 関東農政局 両総農業水利事業所
- 千葉労働局 東金労働基準監督署
- 東金簡易裁判所
- 東金商工会館
- 山武健康福祉センター
- 千葉県立東金高等学校
- 東金市立東金中学校
- 東金市立城西小学校
- 東金市立鴇嶺小学校
- 東金市立東金幼稚園
- 東金市立城西幼稚園
- 東金市立嶺南幼稚園
- ときがね幼稚園
- 東金市立第1保育所
- 東金市立第2保育所
- 東金さくら保育園
- 東金郵便局
- 東金上宿郵便局
- 南総通運本社
- 九十九里鉄道本社
- 多田屋本社
- 千葉銀行東金支店
- 京葉銀行東金支店
- 千葉信用金庫東金支店
- JA山武郡市東金支所
- 銚子信用金庫東金支店
- 銚子商工信用組合東金支店
- 京葉学院小・中学部東金校
- ITTO個別指導学院東金中央校
- 明光義塾東金教室
- 八鶴湖
- 東金中央公園
- 阿部倉下公園
- 八鶴湖公園
- 丸山公園
- 八鶴亭
- 東金城址
- 火正神社
- ときがね湖（東金ダム）

主な商業施設
- 東金ショッピングセンター サンピア
  - イオン東金店
- フードマーケットカスミ押堀店
- タイヨービッグハウス東金店
- カワグチ日吉台店
- 村の市場東金店
- DCM東金店
- ケーズデンキ東金店
- ヤマダデンキテックランドNew東金店
- ヤックスドラッグ東金新町店
- WonderGOO東金店

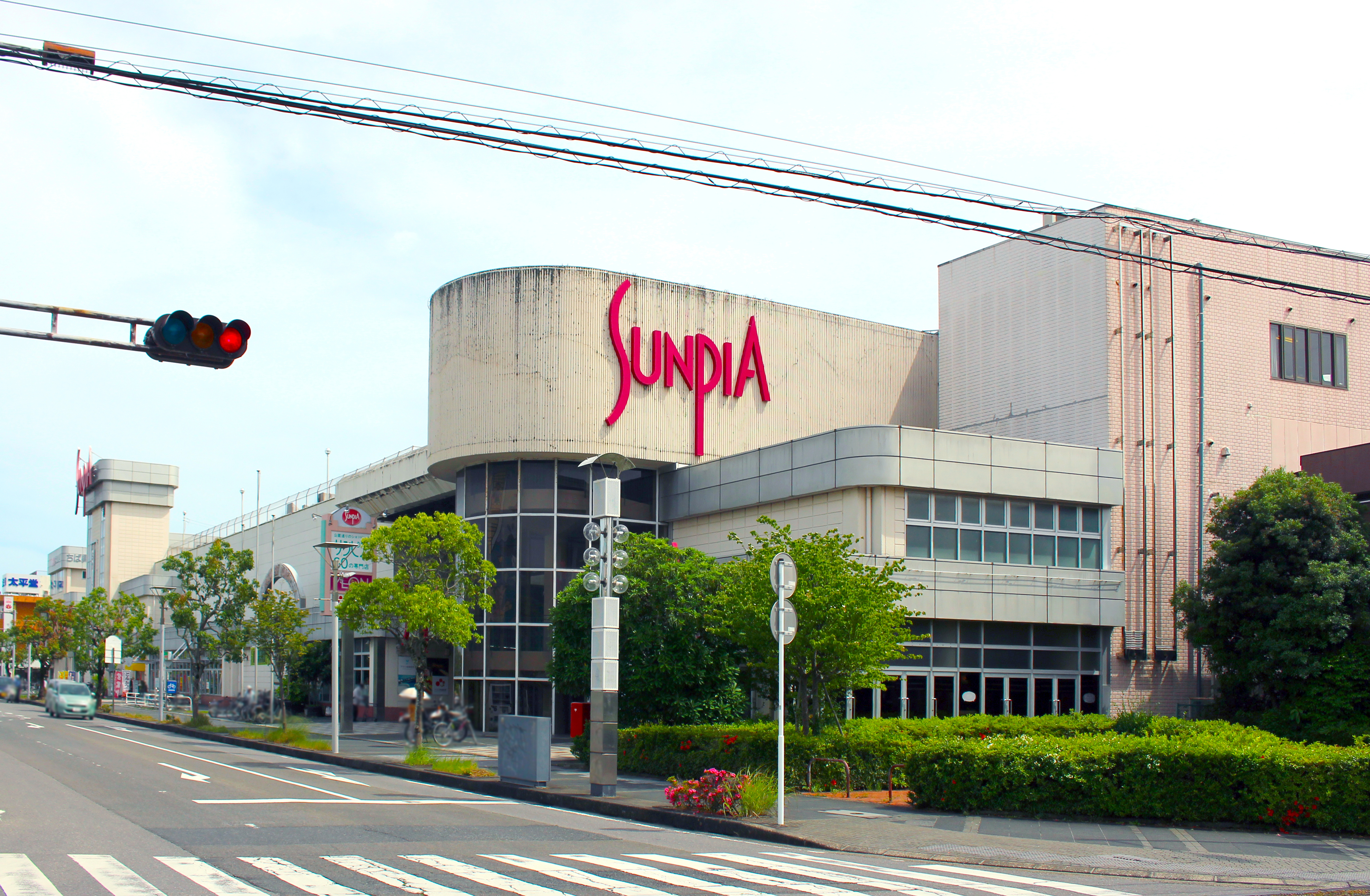
東金ショッピングセンター サンピア

- 山武緑の風東金店（JA山武郡市農産物直売所）
- 活き活き家東金店

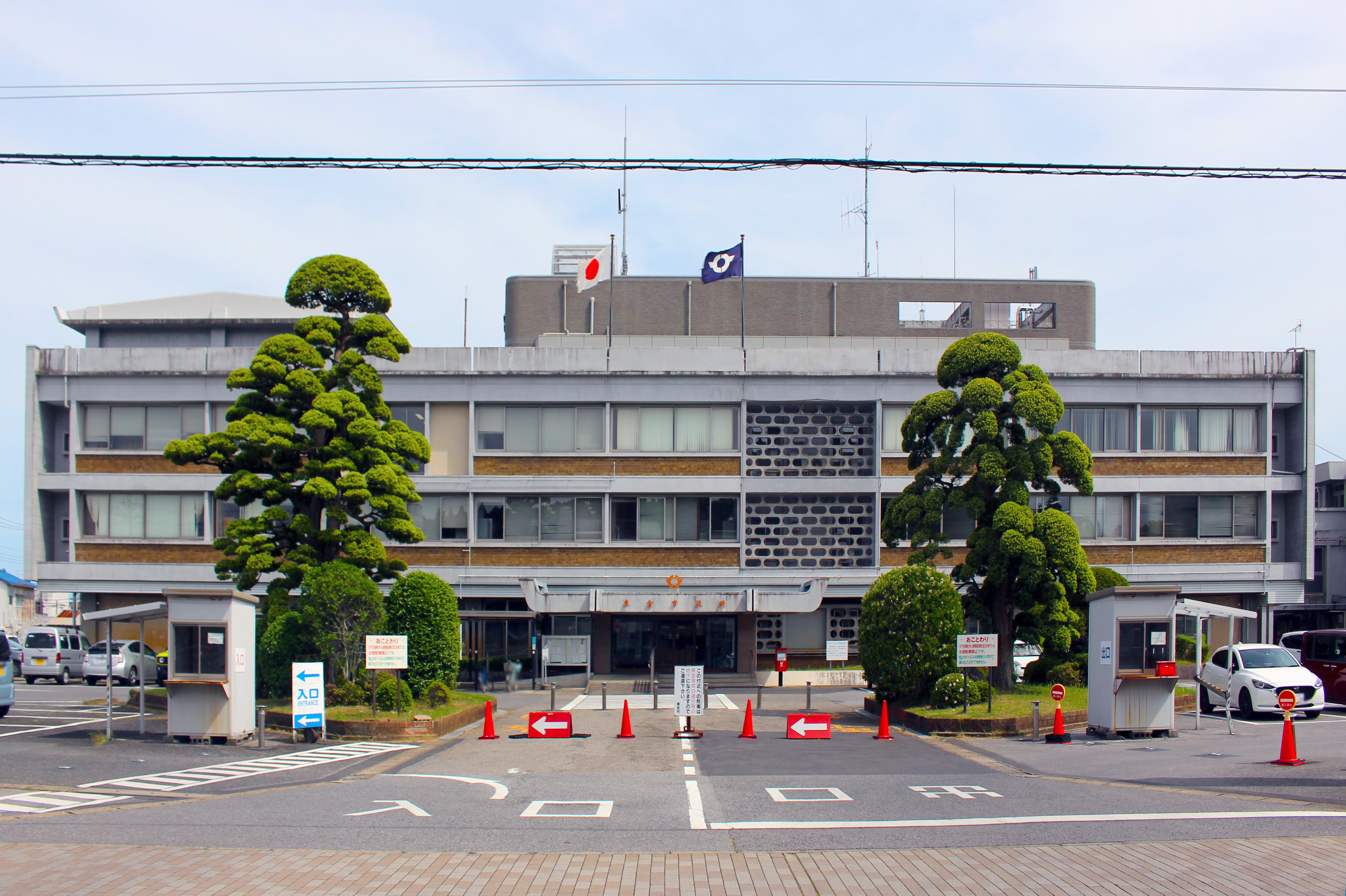
東金市役所
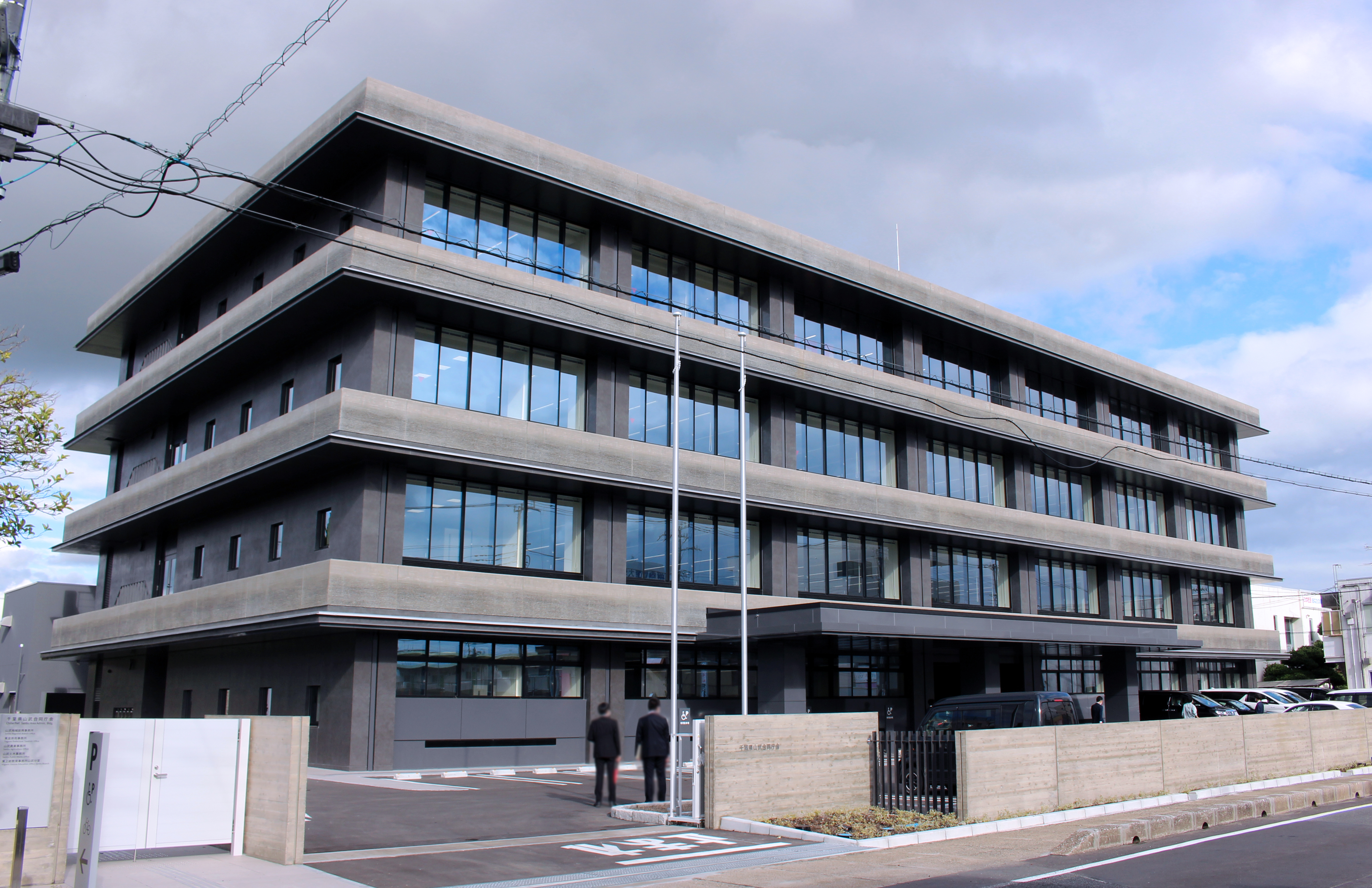
千葉県山武合同庁舎
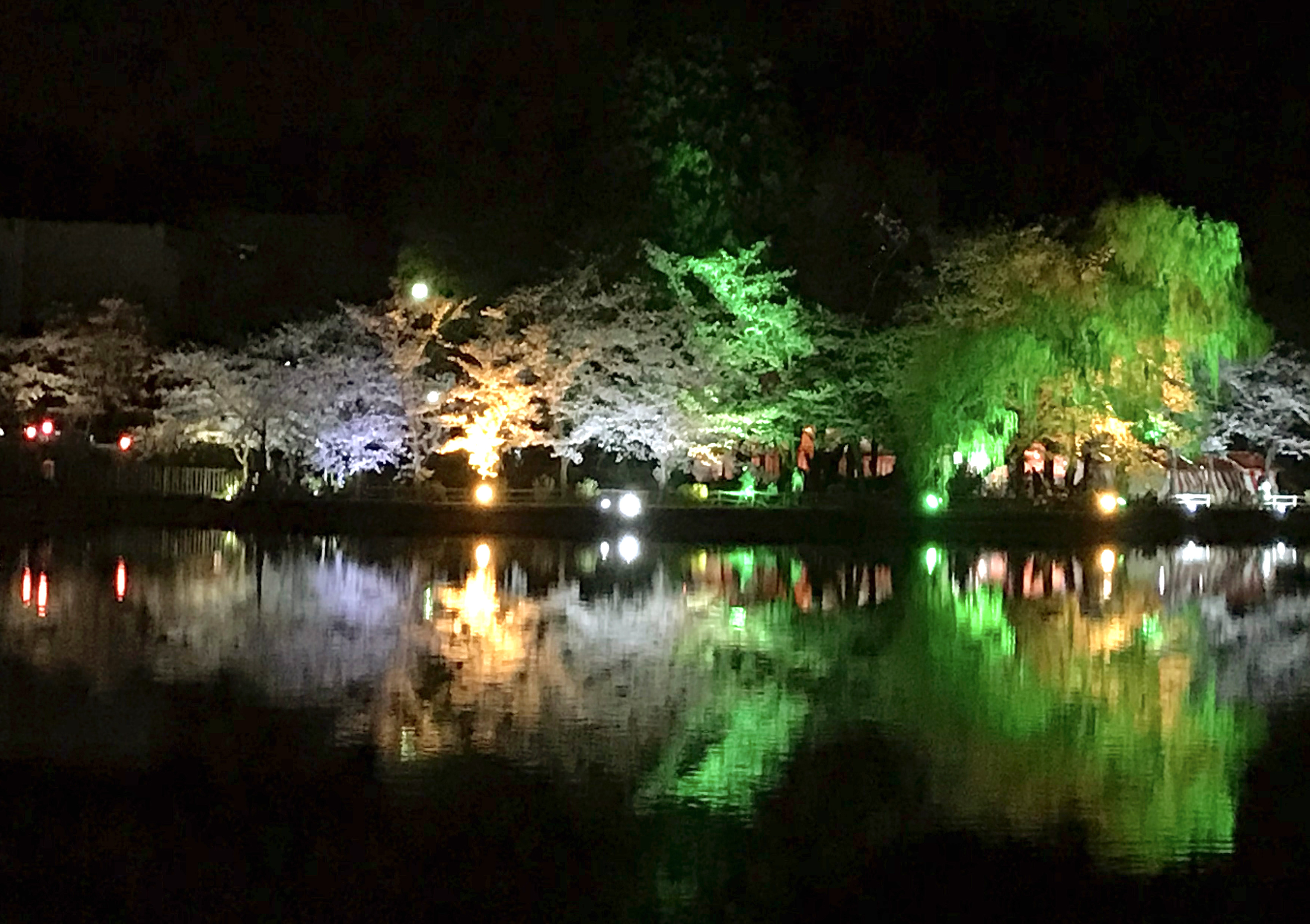
八鶴湖（東金桜まつり）
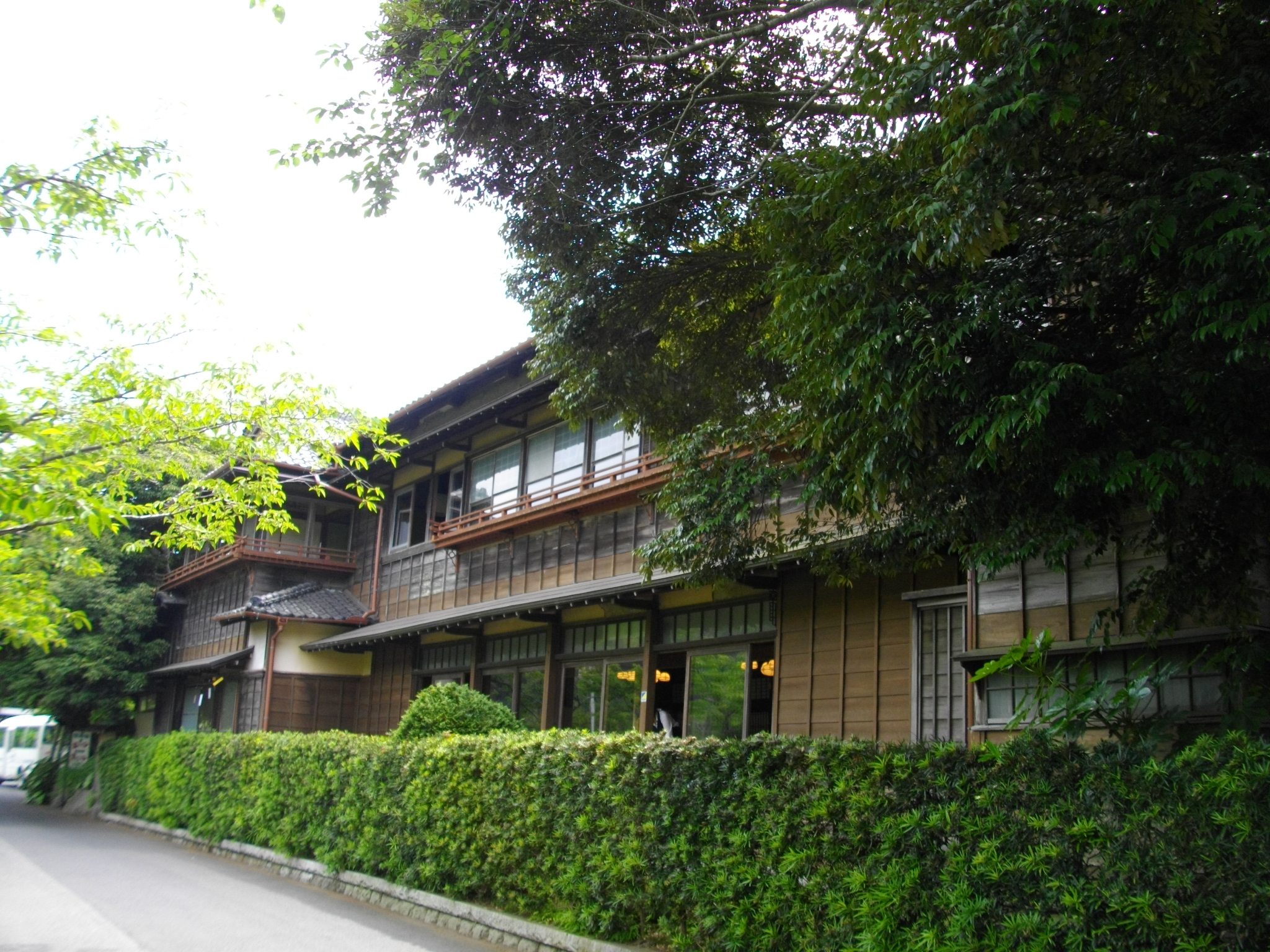
八鶴亭

## バス路線

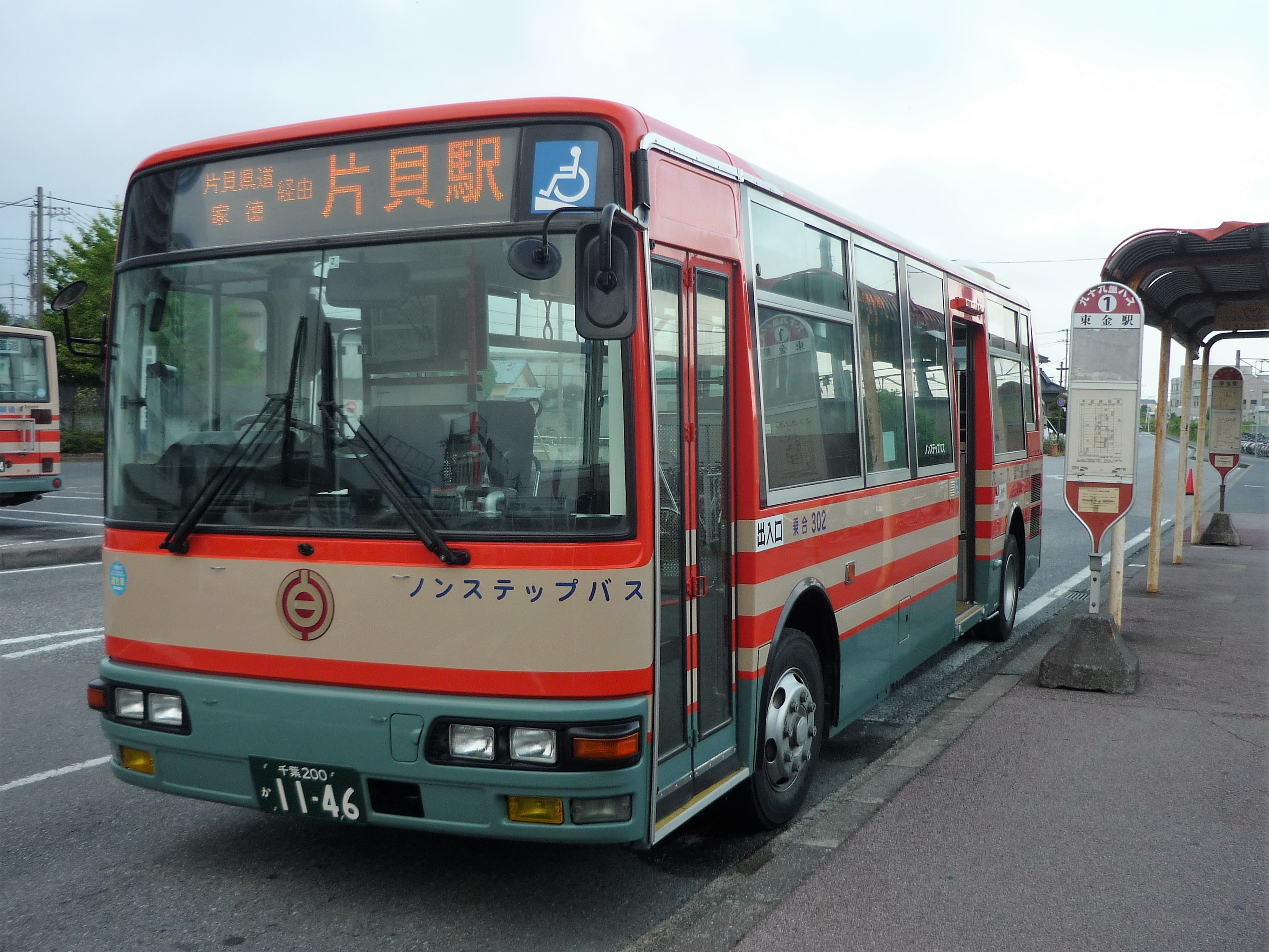
九十九里鉄道バス（西口ロータリー）

駅前はロータリーやバス・タクシープールが整備され、九十九里鉄道バス、小湊鉄道バスなどの各種バスが発着する。九十九里鉄道バスは、駅前にバス案内所を設けている。東京駅八重洲口へ向かう路線は千葉県道119号東金源線に沿って運行しており、「東金駅入口」停留所は駅改札口（西口）を直進し、同県道との交差点を右折した場所にある。
| 乗り場 | 停留所名     | 運行事業者           | 系統・行先 | 備考 |
| ------ | ------------ | -------------------- | --- | ---- |
| 1番線  | 東金駅       | 九十九里鉄道         | 片貝線：片貝駅 / 本須賀 / サンライズ九十九里 / 東金駅                                                                     |      |
| 2番線  | 東金駅       | 九十九里鉄道         | 豊海線：片貝駅 / 白里 / 東金駅                                                                                            |      |
| 13番線 | 東金駅       | 九十九里鉄道         | 東金レイクサイドヒル線：東金駅                                                                                            |      |
| 14番線 | 東金駅       | 九十九里鉄道         | 八街線：八街駅 |      |
| －     | 東金駅       | 九十九里鉄道         | 千葉学芸高校線：千葉学芸高校 東金商業高校線：東金商業高校                                                                 |      |
| －     | 東金駅入口   | 京成バス千葉イースト | シーサイドライナー：バスターミナル東京八重洲 フラワーライナー：JR千葉駅 / 成東車庫 千葉線：JR千葉駅 / 中野操車場 / 成東駅 |      |
| －     | 東金駅東口   | 九十九里鉄道         | 九十九里ライナー：片貝駅 / JR千葉駅 / 大網駅                                                                              |      |
| －     | 東金駅西口   | 九十九里鉄道         | レイクサイドライナー・レイクサイドヒル線：JR千葉駅 東千葉メディカルセンター線：東千葉メディカルセンター                   |      |
| －     | 東金市役所前 | 東金市内循環バス     | 福岡路線・豊成路線：東金市役所前                                                                                          |      |

小湊鉄道の大網駅→求名駅間の深夜バスも東金駅バス停で降車扱いを行う。

## 隣の駅
東日本旅客鉄道（JR東日本）
■東金線
福俵駅 - 東金駅 - 求名駅

### かつて存在した路線
九十九里鉄道

東金駅 - 堀上駅

### 記事本文

##### 広報資料・プレスリリースなど一次資料
1. ↑  “Suicaご利用可能エリアマップ（2001年11月18日当初）” (PDF).   東日本旅客鉄道. 2019年7月27日時点のオリジナルよりアーカイブ。2020年4月30日閲覧。

### 利用状況
1. ↑  千葉県統計年鑑 - 千葉県
2. ↑  東金市統計書 - 東金市

JR東日本の2000年度以降の乗車人員
1. ↑  各駅の乗車人員（2000年度） - JR東日本
2. ↑  各駅の乗車人員（2001年度） - JR東日本
3. ↑  各駅の乗車人員（2002年度） - JR東日本
4. ↑  各駅の乗車人員（2003年度） - JR東日本
5. ↑  各駅の乗車人員（2004年度） - JR東日本
6. ↑  各駅の乗車人員（2005年度） - JR東日本
7. ↑  各駅の乗車人員（2006年度） - JR東日本
8. ↑  各駅の乗車人員（2007年度） - JR東日本
9. ↑  各駅の乗車人員（2008年度） - JR東日本
10. ↑  各駅の乗車人員（2009年度） - JR東日本
11. ↑  各駅の乗車人員（2010年度） - JR東日本
12. ↑  各駅の乗車人員（2011年度） - JR東日本
13. ↑  各駅の乗車人員（2012年度） - JR東日本
14. ↑  各駅の乗車人員（2013年度） - JR東日本
15. ↑  各駅の乗車人員（2014年度） - JR東日本
16. ↑  各駅の乗車人員（2015年度） - JR東日本
17. ↑  各駅の乗車人員（2016年度） - JR東日本
18. ↑  各駅の乗車人員（2017年度） - JR東日本
19. ↑  各駅の乗車人員（2018年度） - JR東日本
20. ↑  各駅の乗車人員（2019年度） - JR東日本
21. ↑  各駅の乗車人員（2020年度） - JR東日本
22. ↑  各駅の乗車人員（2021年度） - JR東日本
23. ↑  各駅の乗車人員（2022年度） - JR東日本
24. ↑  各駅の乗車人員（2023年度） - JR東日本

千葉県統計年鑑
1. ↑  千葉県統計年鑑（平成3年）
2. ↑  千葉県統計年鑑（平成4年）
3. ↑  千葉県統計年鑑（平成5年）
4. ↑  千葉県統計年鑑（平成6年）
5. ↑  千葉県統計年鑑（平成7年）
6. ↑  千葉県統計年鑑（平成8年）
7. ↑  千葉県統計年鑑（平成9年）
8. ↑  千葉県統計年鑑（平成10年）
9. ↑  千葉県統計年鑑（平成11年）
10. ↑  千葉県統計年鑑（平成12年）
11. ↑  千葉県統計年鑑（平成13年）
12. ↑  千葉県統計年鑑（平成14年）
13. ↑  千葉県統計年鑑（平成15年）
14. ↑  千葉県統計年鑑（平成16年）
15. ↑  千葉県統計年鑑（平成17年）
16. ↑  千葉県統計年鑑（平成18年）
17. ↑  千葉県統計年鑑（平成19年）
18. ↑  千葉県統計年鑑（平成20年）
19. ↑  千葉県統計年鑑（平成21年）
20. ↑  千葉県統計年鑑（平成22年）
21. ↑  千葉県統計年鑑（平成23年）
22. ↑  千葉県統計年鑑（平成24年）
23. ↑  千葉県統計年鑑（平成25年）
24. ↑  千葉県統計年鑑（平成26年）
25. ↑  千葉県統計年鑑（平成27年）
26. ↑  千葉県統計年鑑（平成28年）
27. ↑  千葉県統計年鑑（平成29年）
28. ↑  千葉県統計年鑑（平成30年）
29. ↑  千葉県統計年鑑（令和元年）
30. ↑  千葉県統計年鑑（令和2年）